# الاحتجاجات المالية 2020
بدأت الاحتجاجات المالية الجارية لعام 2020 في مالي في 5 يونيو 2020 عندما تجمع المتظاهرون في شوارع باماكو بمالي، مطالبين إبراهيم أبو بكر كيتا بالاستقالة من رئاسة مالي.
- 19 يونيو - تظاهر عشرات الآلاف من الماليين في باماكو للمطالبة باستقالة الرئيس إبراهيم أبو بكر كيتا.[6]
- 20 يونيو - دعت المجموعة الاقتصادية لدول غرب إفريقيا إلى إجراء انتخابات جديدة بسبب الخلافات حول شرعية الانتخابات البرلمانية المالية لعام 2020.[6]
- 5 يوليو - التقى الرئيس إبراهيم أبو بكر كيتا بالإمام محمود ديكو، زعيم حركة 5 يونيو الاحتجاجية.[7]
- 11-12 يوليو - اشتبك متظاهرون في باماكو مع قوات الأمن، التي أفادت التقارير أنها إطلقت قذائف حية على المتظاهرين. وبحسب ما ورد قُتل 11 شخصًا وأصيب 124 آخرون.[8]
- 23 يوليو - وصل الرؤساء نانا أكوفو أدو، والحسن واتارا، ومحمد يوسفو، ومحمد بخاري، وماكي سال إلى باماكو للقاء الرئيس كيتا وقادة المعارضة بعد فشل محاولة الوساطة التي قامت بها المجموعة الاقتصادية لدول غرب أفريقيا.[9]
- 18 أغسطس - انقلاب مالي 2020: جنود متمردون يعتقلون الرئيس إبراهيم أبو بكر ورئيس الوزراء بوبو سيسيه بعد إطلاق النار على معسكر عسكري بالقرب من باماكو صباح الثلاثاء.[10]
- 19 أغسطس - أعلن الرئيس إبراهيم أبو بكر استقالته وحل البرلمان.[11] أعلن محمود ديكو أنه سيترك السياسة.[12]